# Lou Rossini
Lucio Rossini, detto Lou (New York, 24 aprile 1921 – Sewell, 21 ottobre 2005), è stato un allenatore di pallacanestro statunitense.